# Campanya de Síria
La campanya de Síria fou un conjunt d'operacions militars de l'exèrcit de Tamerlà que va entrar a Síria (1400) i va ocupar Alep, Hama, Homs, Baalbek i altres ciutats i va culminar amb la conquesta de Damasc (1401), evacuant després els territoris conquerits.

## Inici de la campanya (1400)
Tamerlà va donar la ordre d'entrar a Síria i el imponent exèrcit timúrida es va moure cap allí a finals de setembre. Al seu fill Xah Rukh el va enviar al front de l'avantguarda cap a la potent fortalesa de Behisni (Behesna), situada en una posició estratègica que li permetia dominar els congosts. Timur va arribar poc després. El governador Mukbal va defensar el castell i les catapultes van disparar algunes pedres, una de les quals va caure ben propera a la tenda de Timur. Durant el setge va arribar el príncep Rustem amb l'exèrcit de Pèrsia (Fars). El setge va progressar i Mukbal va decidir rendir-se; Timur no obstant va decidir seguir el setge ja que com que el castell tenia fama d'impregnable, si aturava el setge perdria prestigi, però garantia la vida i la llibertat a Mukbal. El 6 d'octubre (23 dies després de iniciat el setge) es va produir l'assalt final. Mukbal va implorar perdó, va enviar regals a Timur i a Xah Rukh (la protecció del qual va demanar) i va enviar mediadors; per intercessió de Xah Rukh, Timur va perdonar a Mukbal i a tota la guarnició. Al castell hi havia una seca i es va encunyar moneda en nom de Timur i el dia 10 d'octubre es va fer la pregaria en nom de Timur.
Tot seguit, Tamerlà va sortir cap a Aintab que cobria l'accés a Alep, la qual disposava d'una muralla forta de pedra amb una rassa amb pont llevador. Els notables van abandonar la ciutat i els que van quedar van obrir les portes i van entregar les claus a Timur, que hi va designar un governador. El governador local mameluc s'identifica com Askemar i havia fugit cap a Alep.

## Conquesta d'Alep (1400)
A uns 250 km al sud-oest de Malatya es trobava la ciutat d'Alep, un pròsper centre polític, comercial i cultural. La maquinaria de guerra timúrida va caure sobre Alep quan els homes de Timur marxaren cap al sud, saquejant al llarg del camí. Els consellers de Timur l'alertaven que els soldats estaven cansats, no havien tingut gaire temps per recuperar-se després de la campanya a l'Índia; després havien hagut de fer les campanyes a Geòrgia i la campanya de Sivas i Malatya i ja tornaven a marxar altre cop al sud, al cor d'un país que pertanyia a un enemic ric i fort, amb ciutats ben proveïdes, castells elevats i soldats mamelucs perfectament equipats amb les millors armes. Com sempre Timur no va escoltar res. Les marxes forçades van continuar mentre els sirians amassaven les seves tropes per a la defensa de la ciutat.
Venien d'Antioquia i Acre, de Hama i Homs, de Ramal·lah, de Canaan, Nablus, Samària, Gaza, Ramlah, Trípoli, Baalbek, Jerusalem i de Kerak i Kalat Errum. L'opinió dins de la ciutat es va dividir entre aquells que volien demanar la pau, inclòs Damurdash (Timurtaix), el seu governador, i aquells que preferien una resposta més sòlida. Els arguments de Damurdash eren sòlids i basats en el que havia fet Timur i en el poc que significava llegir el seu nom a la khutba o encunyar moneda amb un nom o un altre, i alguns regals que els notables li haurien d'oferir. Per contra els partidaris de resistir no se sentien impressionats, pensaven que les seves ciutats eren sòlides i les guarnicions valentes i ben equipades i mentre l'enemic dormia en tendes ells dormien en pedra tallada. Les peticions urgents d'ajut de Damurdash a Fàraj no van tenir resposta. Els sirians haurien d'enfrontar-se a l'exèrcit de Timur sols.
El 6 de novembre de 1400, els tàtars eren acampats davant Alep. Timur va enviar durant diversos dies partides que van sostenir escaramusses, les quals van fer reconeixement de la ciutat i els seus voltants. Aquestes eren les mateixes tàctiques que havia utilitzat per temptar els indis de darrere dels murs de la ciutat de Delhi i evitar un setge prolongat i també a Síria van tenir èxit. Les portes es van obrir i l'exèrcit sirià es va reunir en formació de batalla. Sudun, el virrei de Damasc, va dirigir l'ala dreta, amb tropes de Damasc reforçades amb mamelucs. Damurdash va prendre el comandament de l'esquerra, al capdavant de les forces d'Alep complementades també amb més mamelucs. En el que va suposar un greu error tàctic, els soldats no muntats d'Alep van ser col·locats a les primeres línies. Al costat tàtar, Miran Shah i Xah Rukh van dirigir l'ala dreta. Sultan Mahmud Khan, el kan nominal txagatai, va dirigir l'esquerra. Dos dels nets de l'emperador, el fill de Miran Shah, Abu Bakr Mirza i Sultan Husayn Mirza, es van fer càrrec de l'avantguarda de la dreta i l'esquerra respectivament. Els elefants de guerra, capturats a Delhi i ara la novetat militar preferida de Timur, van ser ubicats al front de l'exèrcit, amb la seva armadura. Els dos exèrcits musulmans es van precipitar els uns contra els altres. Els combats van ser furibunds quan els sirians es van llançar contra aquests invasors bàrbars per defensar la seva ciutat. Els elefants foren llençats contra l'ala esquerra siriana, que es va dispersar; Temur va agafar la iniciativa. Sota una forta pressió dels tàtars, finalment els sirians es van girar i van fugir cap a les portes de la ciutat en vista de la resta de l'exèrcit. L'exemple de Damurdash, que es va retirar a la ciutadella, va ser el detonant per la desorganització completa. En un instant la plana es va omplir de sirians buscant la seguretat de les muralles de la ciutat, perseguides de prop pels tàtars. En la fugida molts soldats van ser trepitjats per cavalls, ofegats a la fossa que aviat va quedar amuntegada amb cadàvers. Dones i nois valents que s'havien unit a la defensa de la seva ciutat van ser morts allà on es trobaven.

## Timur entra a Alep (1400)
Damurdash no tenia altre opció que lliurar Alep a Tamerlà amb l'esperança d'impedir més vessament de sang (8 de novembre de 1400, però en moltes fonts apareix aquesta data segons el calendari julià, que era el 30 d'octubre de 1400). Va ser presoner però ben tractat, però el virrei Sudun, que havia assassinat l'ambaixador de Temur, va ser pres i encadenat; Timur va enviar un emissari local al Caire, Essen Duvai Davatdar, amb la notícia de que tenia aquests dos governadors i altres notables presos i que no els alliberaria fins que Atilmish fos enviat a Alep (Altimish estava casat amb una neboda de Timur, filla d'una germana). Els tresors d'aquesta famosa ciutat pertanyien ara al conqueridor. Però les esperances del virrei d'una conclusió pacífica per a la batalla es van veure frustrades, ja que l'historiador Ibn Taghri Birdi, el pare del qual era comandant en cap dels exèrcits del sultà Fàraj, relata que la gent de la ciutat es va refugiar a les mesquites però que els atacants van anar allí i van agafar a les dones i les van lligar i violar i van matar als nens; moltes dones verges o gentils van ser violades i una fins i tot fou violada a la Gran Mesquita a la vista de molta gent i d'altres tàtars així com dels seu pare, germà i marit que no podia fer res perquè al seu torn estaven sent torturats; al final del dia els carrers estaven coberts de cadàvers. Durant quatre dies van continuar les massacres i els saquejos. Els arbres van ser tallats, les cases van ser enderrocades i les mesquites cremades. Es va produir una matança massiva de jueus de la ciutat, que s'havien refugiat a la sinagoga. Al final es van fer els clàssics munts de caps tallats. Timur va designar a vuit amirs com a governadors d'Alep. Quinze dies va romandre a la ciutat.

## Marxa a Damasc; conquesta d'Hama, Homs, Baalbek, Sidó i Beirut (Hivern 1400 a 1401)
El camí cap a Damasc ja estava obert. La primera ciutat de Llevant, una de les més grans del Mediterrani i entre les més antigues del món, es trobava a només uns 300 km al sud. Després de la caiguda d'Alep, era poc probable que Timur ignorés aquest premi, i no seguis la marxa al sud tot i les protestes dels seus amirs. Aquests oficials van suggerir ara que l'exèrcit s'hauria de retirar a les pastures d'hivern al voltant del Mont Líban, on podrien descansar els soldats cansats, però Temur s'hi va negar. El sultanat d'Egipte estava dividit i desequilibrat. No s'havia de donar temps a preparar les seves defenses.
Timur va enviar als prínceps Abu Bakr Mirza i Pir Muhammad ibn Umar Xaikh amb els amirs Sulayman Xah i Sevinjik Bahadur, cap a Hama; es van apoderar de la ciutat però no van poder ocupar la fortalesa perquè era molt forta. Timur va anar cap a Hama al darrere i pel camí va ocupar tres o quatre castells; quan va arribar davant el castell de Hama, els defensors, veient el immens exercit, van decidir sotmetre’s; es van dirigir als prínceps demanant la seva intercessió; els prínceps van demanar el perdó a Timur, que el va concedir, però va permetre el saqueig a les tropes dels dos mirzes. Aqui va romandre Timur 20 dies per donar temps de descansar a les tropes i als cavalls i va fer construir una casa de govern (Diwan Kane) on es van celebrar les reunions, que al final quasi havia esdevingut una segona ciutat.
Des de Hama, Timur va avançar cap a Homs. Un amir va anar al davant per reclamar la rendició de la ciutat per evitar una matança. Els notables de la ciutat no van dubtar a sotmetre’s i van sortir humilment aportant regals per l'emperador. Timur els va concedir la gràcia i va nomenar governador a Ali Akbar
De Homs Timur va passar a Baalbek. Va acampar a la vora d'unes salines i va enviar destacaments a Sidó i Beirut i a assolar tota la costa de la Mediterrània. Quan l'exèrcit es va presentar davant de Baalbek la ciutat no va oferir resistència. A la ciutat els timúrides van trobar tota mena de productes, sobretot fruites i llegums, de manera que l'exèrcit es va poder proveir. Timur va enviar a trenta mil homes a Damasc, manats per Sevinjik, Xaikh Nur al-Din i Xah Malik.

## Camí de Damasc (1401)
Les ciutats, viles i fortaleses que hi havia fins a Damasc s'havien esfondrat de manera fulminant, primer Hama, després Homs, seguit ràpidament per Baalbek, Sidó i Beirut. Però Timur se centrava en Damasc, una ciutat que s'havia enriquit, situada a la cruïlla del comerç asiàtic i europeu. A l'oest s'alçaven les muntanyes de l'Anti-Líban, que s'alçaven fins a tres mil metres abans de baixar cap a la Mediterrània; a l'est s'estenia el desert de Badiyat al-Sham. Damasc s'havia enriquit a causa dels ingressos de les caravanes que arribaven diàriament, i també per l'art i l'artesania, la qual tenia notable fama. Als basars es treballaven metalls, forjadors de vidre, forjadors, teixidors, sastres, talladors de joies, fusters, adobers, falconers, artesans de tota mena. Era una ciutat i una cultura molt cosmopolita amb matemàtics i mercaders, astrònoms i artistes; des de 661 a 750 havia estat la capital del califat.
Timur no va restar gaire temps a Baalbek ja que començava el hivern i el aire de la muntanya era fred. El 29 de desembre de 1400 va sortir cap a Damasc. El dia 30 va visitar la tomba del profeta Noe i el 31 es van incorporar els destacaments que havien anat a Sidó, Beirut i la costa Mediterrània, retornant amb el botí que havien fet. Sota pressió dels notables sirians, Fàraj va equipar un exèrcit en que destacava sobretot la cavalleria que era la millor del món. Baiazet I pel seu costat, amb l'exèrcit que havia reunit, va considerar que aquell era un bon moment ja que Timur estava ocupat assetjant Hama, Homs, Baalbek (aquí el desembre del 1400) i Damasc (gener del 1401) mentre a Mesopotàmia els jalayírides tenien el control de Bagdad; Baiazet I pretenia restablir la seva influència a la zona de l'Eufrates Occidental (turc Kara Su).
El gener del 1401 les forces timúrides estaven acampades a la vora de la ciutat de Damasc. El govern egipci va enviar un assassí disfressat de dervix, però quan va entrar al campament va despertar sospites, se li va trobar una daga i se’l va matar immediatament. Els dos homes que l'acompanyaven els van tallar el nas i les orelles i els van enviar a Fàraj. Un segon ambaixador va anar a Egipte a reclamar l'entrega de l'ambaixador presoner Atilmish i exigir fer la khutba en nom de Timur i posar tanmateix el seu nom a les monedes. Fàraj, espantat va respondre que ho faria i que entregaria a Atilmish en cinc dies, però va demorar l'acció; no obstant una sèrie d'incidents van convèncer els egipcis que les coses estaven canviant. Timur va fer retirar als seus cavallers de Damasc per anar a pasturar una mica mes lluny, a Guta, on hi havia mes farratge, i els egipcis van interpretar que es retiraven; després van tenir noticies de que el net de Timur, Sultan Husayn Mirza  (fill d'una filla), que havia dirigit l'avantguarda dreta a Alep, per estranyes raons havia fet defecció i s'havia passat als sirians i havia entrat a Damasc on va rebre una gran acollida. Finalment a la plana prop de Damasc on abans havia acampat Timur, hi va arribar un exèrcit enviat per Fàraj des del Caire. Els damascens van decidir atacar a Timur, van sortir de la ciutat i van atacar la rereguarda. Fàraj trencava així la seva promesa de reconèixer Timur. Alguns dels homes de Timur van morir l'atac. Furiós, l'emperador va ordenar a les seves tropes girar uns 180 graus i assetjar Damasc. Tot i que estaven debilitats per mesos de campanya continuada, encara eren una força temible. Yazdi diu que l'exèrcit timúrida va derrotar el sirians i els va empènyer darrera les muralles de ciutat (14 de gener de 1401). En aquesta acció fou capturat Sultan Husayn Mirza, el net de Timur, que fou empresonat (si bé uns dies després alliberat i castigat nomes amb els cops de bastó que marca la Yasa o llei mongola).
A la nit es va dir que la línia dels seus focs s'estenia uns 240 km. Fàraj, atemorit, va enviar una disculpa formal per l'atac, culpant-ne a una revolta local dins de la ciutat i assegurant a Timur que ell arribaria a un acord. És poc probable que això calmés a Timur. L'única esperança de Damasc estava en l'exèrcit de Fàraj. A diferència dels tàtars, els seus mamelucs estaven ben descansats i no havien hagut de creuar mig continent en marxes forçades. Eren una formidable força de lluita. Però el matí després que els homes de Timur havien encerclat la ciutat, els damascens es van despertar a una vista terrorífica. L'exèrcit egipci havia desaparegut, com el miratge més cruel del desert, sota la cobertura de la foscor. Fàraj tornava al Caire, des d'on havia sentit rumors d'intrigues judicials per enderrocar-lo, deixant a Damasc sola davant els assetjants. Mentre que els destacaments de tàtars perseguien els egipcis que fugien i mataven alguns dels alts oficials i guàrdies del cos de Fàraj, Timur es va dirigir a la tasca que tenia a punt.
Damasc, ara davant la devastació, va barrar les portes de la ciutat i va cridar a una gihad contra l'invasor. Com a Delhi i més recentment a Alep, Timur no estava disposat a muntar un setge llarg. Estava lluny de casa, entremig de dos sultans hostils, Fàraj i Baiazet I. Les opcions preferides eren un assalt llampec o una rendició immediata. A més, la ciutat estava fortament protegida i ben proveïda de subministraments. El setge podia ser llarg. En canvi, Timur va recórrer a la diplomàcia, sense cap dubte, confiat que l'acció militar, si es requeria, aconseguiria tot allò que les negociacions no aconseguien.
El dia 18 de gener de 1401 les forces de Timur van ocupar els suburbis on van trobar mobles, armes, catifes i tota mena de mercaderies; la ciutat va quedar assetjada. Timur es va allotjar al palau de Kasrablak, situat en front de la fortalesa, palau que havia estat construït pel sultà al-Malik al-Zahir Barquq (1382-1399). Timur va visitar les tombes de Umma Selma i Umma Habiba, dues de les esposes de Mahoma, i la de Bilal Habashi.

## Timur i ibn Khaldun (1401)
Un emissari va ser enviat a la ciutat proposant-li termes de pau. A canvi, Damasc va enviar la seva pròpia delegació. Arabshah diu que la delegació estava presidida per cadi Walad al-Din i incloïa un home que estava a Damasc per casualitat. Havia estat convidat a unir-se a l'expedició del sultà Fàraj només per ser abandonat a la ciutat després de la retirada egípcia. Aquest home va esdevenir el màxim historiador que mai ha sortit del món àrab. Seria una trobada realment notable amb Ibn Khaldun. En el relat de la seva reunió, el diplomàtic i estudiós tunisià descriu com, havent aconsellat a la ciutat rendir-se, va témer per la seva vida davant la facció partidària de resistir fins al final. Finalment va sortir amb la delegació que anava a parlamentar amb Timur.
La seva primera entrevista amb Timur va ser a la tenda pública, on l'emperador es trobava mentre passaven plats de menjar davant seu i enviava l'un darrere l'altre a grups de mongols asseguts en cercles davant de la seva tenda". Timur va estirar una mà perquè el tunisià la besés. "Que Al·là us ajudi; avui han passat trenta o quaranta anys des que tinc ganes de conèixer-vos", va començar l'historiador amb tota deferència. "Tu ets el sultà de l'univers i el governant del món, i no crec que hagi aparegut un governant com tu des d'Adam fins avui". Khaldun va explicar a Timur com havia conegut un sacerdot i endeví a la mesquita d'Al-Qarawiyin a Fes, que el 1358 havia predit l'ascens al poder del tàtar. El sacerdot va dir que la conjunció imminent dels planetes: "apunta a un sobirà poderós que sorgiria a la regió del nord-est d'un poble desèrtic, habitant de les tendes, que triomfarà sobre els regnes, enderrocarà governs i es convertirà en l'amo de la major part del món habitat. ” Els elogis van tenir recompensa i Ibn Khaldun va ser convidat a sopar a la tenda de l'emperador, on la conversa es va convertir en història i geografia.
Timur va fer al seu hoste nombroses preguntes sobre el nord d'Àfrica. Volia conèixer la ubicació de Tànger, Ceuta i Sijilmasa. Khaldun va fer tot el possible per explicar-li, però no va ser prou per a Timur. Va dir, "No estic satisfet. Desitjo que escriviu per a mi una descripció de tot el país del Magreb, detallant la seva distància i les seves parts properes, les seves muntanyes i els seus rius, els seus pobles i les seves ciutats, de manera que sembli que realment l'estic veient". Khaldun va tornar a la ciutat, on va agafar el necessari per redactar el volum demanat en qüestió de dies. En total va passar trenta-cinc dies al campament tàtar, va ser testimoni ocular de diverses discussions entre Temur i els seus amirs. Va assistir a audicions i recepcions imperials i fins i tot va escoltar consells de guerra en què Temur dirigia els seus amirs per trobar els punts més vulnerables de les defenses de Damasc. Atesa la seva experiència històrica, se li va demanar que es pronunciés sobre la legitimitat d'una sol·licitud feta per un reclamant del califat per ser restaurat al seu lloc legítim al Caire. Khaldun va dictaminar la demanda de l'home després d'un llarg debat com a "no vàlida". Timur va dir a aquest demandant:" Heu escoltat les paraules dels jutges i els juristes, i sembla que no teniu cap justificació per reclamar el califat davant meu. Per tant, partiu, Déu pot guiar-vos bé!".
Un dels amics de Khaldun, bon coneixedor del protocol de la cort tàrtara, va aconsellar fer un regal a Timur, encara que fos de poc valor, i Ibn Khaldun va anar al mercat i va triar una còpia alcorànica extremadament bella, una bella catifa de pregària, una còpia del famós poema al-Burda d'al-Busiri, en elogi del profeta i quatre caixes de les excel·lents carns dolces del Caire. Aquestes ofrenes, extremadament modestes en comparació amb els tresors als quals estava acostumat a rebre dels líders sotmesos, tanmateix van agradar a Timur que es va apropar encara més al tunisià. Va ser convidat a seure a la part dreta de Timur, una exhibició pública de l'alta consideració de l'emperador. Diplomàtic consumat, ben versat en les arts de la pràctica cortesana, Khaldun va reconèixer aquell com un moment oportú per demanar la vida dels homes lletrats portats a Damasc com a part de la comitiva del sultà Fàraj; va demanar una ordre de seguretat per a ells i Timur la va concedir i la va fer escriure al secretari.
Entre altres coses Khaldun descriu la seva ferida: "El seu genoll dret està coix d'una fletxa que el va colpejar mentre rondava en la seva infantesa, segons em va dir. Per tant, l'arrossega quan fa caminades curtes, però quan són llargues distàncies, els homes el porten amb les mans. ” Com Clavijo, Khaldun va veure per si mateix el dolor que aquesta lesió causava a Temur. Després d'una audiència amb l'historiador, el vell conqueridor es va allunyar a causa del problema amb el seu genoll. Però, tot i que tenia seixanta-quatre anys, Timur no era, evidentment, ni massa vell ni massa feble per muntar a cavall, perquè Khaldun va adonar-se com "es va asseure dret a la seva cadira de muntar". Després d'un mes d'observació de Timur molt de prop, Khaldun va arribar a una conclusió senzilla: "Ell és un afavorit per Al·là. El poder és d'Al·là i el concedeix a qui triï".
Des del 23 de gener de 1401 la khutba a Damas es feia en nom de Timur i els termes de la rendició van quedar acordats al final de les negociacions.

## Conquesta de Damasc (1401)
Damasc ara es trobava davant d'un futur incert. Tot i que els primers signes van suggerir que la rendició pactada seria honorada: els amirs tàtars es van posar en guàrdia a les portes de la ciutat per evitar que els seus soldats entressin i les tropes atrapades fossin crucificades públicament al basar de la seda. La història suggeria que la ciutat pagaria un preu alt per la resistència que havia posat en escena. Tampoc aquestes intimacions de desastres van tenir en compte la possibilitat que els propis sirians no poguessin fer honor a la rendició negociada amb Timur.
Per desgracia per a la gent de Damasc, aquesta possibilitat aparentment remota ara es va fer realitat. El governador de la fortalesa, Yezwar Kutwal, ple de zel contra els invasors tàtars, va ordenar que la seva guarnició es resistís. Els soldats de Timur, que es preparaven per a les celebracions de la victòria, de cop es van trobar sota atac. Segons Ibn Taghri Birdi un miler havien estat assassinats, se’ls havia tallat el cap tallat i se’ls havia portat a la ciutadella. Quan Timur es va assabentar d'aquests fets, va ordenar la presa de la fortalesa immediatament. Els sapadors van entrar en funcions i les parets van ser minades. Es van construir torres de fusta a partir de les quals els soldats van dirigir el seu foc a la guarnició, deixant anar voltes de fletxes i llançant foc grec als assetjats. Tot i així, el governador es va negar a capitular. A continuació, les catapultes van recular, desplegant roques, blocs i boles de foc a la fortalesa. Dia rere dia, el puny de ferro continuava. Afeblides pels sapadors, debilitades per les maquines de guerra, les parets van començar a esmicolar-se, però van ser reparades ràpidament pels tossuts defensors. Només al cap de vint-i-nou dies en els que van resistir aquest atac diari, el governador va accedir a capitular. Però, ara el perdó i la misericòrdia no eren probables. Va ordenar que el governador fos decapitat. La ciutadella va obrir les portes revelant que només quedaven 40 esclaus mamelucs.
Les negociacions entre Timur i els ancians de la ciutat de Damasc van ser molt delicades. L'avantatge, com van comprendre ambdues parts, requeia íntegrament en el emperador. Calia donar tot el que demanés, ja que només a les seves mans hi havia el poder de rescatar aquesta gran ciutat o reduir-la a cendres. Es va acordar un rescat d'un milió de dinars, i seguidament Timur, una vegada recaptat el milió, reunit amb els oficials, va exigir deu milions. Tan aviat com aquesta suma fou entregada per la població assetjada de la ciutat, Timur va afirmar que només un terç del total s'havia pagat. Ara reclamava la fortuna de tota la ciutat. Les negociacions van començar a semblar un pretext per a la violació i el pillatge a l'engròs. El cel es va enfosquir de nou. La tempesta furibunda que havia embolicat Alep estava a punt de caure sobre Damasc.
El 26 de març de 1401 va sortir una petició a través de les files, que els soldats, esgotats per mesos de campanya, de desfilades i marxes forçades, van aplaudir: Damasc podia ser saquejada i els habitants passats per l'espasa. Va ser un xoc pel jove Arabshah, el futur biògraf de Timur, que mai no es va recuperar. "Els infidels van caure sobtadament sobre els homes, torturant, matant i assolant". Ibn Taghri Birdi diu: “El poble de Damasc fou sotmès a toma mena de tortura; foren bastinats (cops als peus), aixafats en premses, cremats en flames, suspesos cap per avall; les seves fosses nasals es van tapar amb uns draps plens de pols fins que la inhalaven cada cop que prenien un alè de manera que gairebé van morir tots. Quan estaven prop de la mort, se li donava als homes un respir per recuperar-se i tot seguit les tortures de tota mena tornaven a començar; En la seva inexplicable fam de botí, els tàtars van introduir noves crueltats fins ara desconegudes a Damasc. Entre les tortures que descriu amb detall: “Per exemple, agafaven un home i li enganxaven una corda al voltant del cap i la retorçaven fins que s'enfonsava a la seva carn; posaven una corda al voltant de les espatlles d'un home i la retorçaven amb un pal fins que es trenquessin els ossos; es llençaven cendres en pols a les fosses nasals per fer poc a poc confessar a un home el que posseïa; quan va haver revelat tot, encara no se’l creia, i la tortura es repetiria fins que moria; i llavors el seu cos seria encara mutilat en la idea que podia estar fingint la mort. A alguns els lligaven pels dits polzes al terrat de la casa, encenien un foc sota ell i el mantenien durant molt de temps; Si per casualitat caigués entre les flames, seria arrossegat i llançat a terra fins a reviure, llavors seria suspès per segona vegada ...”.
El 27 de març un incendi va començar a cremar part de la ciutat i encara que es van intentar salvar algunes mesquites, molt poques en van sortir indemnes. Segons Yazdi va ser tan gran la quantitat de tresors recollits a Damasc, que les caravanes combinades de cavalls, mules i camells no van poder portar-ho tot. Els articles d'or i plata, juntament amb cinturons preciosos d'Egipte, Xipre i Rússia van haver de ser abandonats per deixar lloc a trofeus més valuosos. Arabshah, que era jove quan va explicar el saqueig de la seva ciutat natal, va afirmar que Timur va capturar un oficial sirià de noranta anys que havia dirigit la resistència a la ciutadella. L'emperador no l'executaria, li va dir al vell, ja que això no venjarà la pèrdua dels valents soldats tàtars a les seves mans. "Jo et turmentaré malgrat la teva edat i afegiré aflicció a la teva aflicció i debilitat a la teva feblesa ”. Una cadena pesada es va enganxar als genolls de l'home i el van llançar en captivitat. A mesura que les flames es van estendre pels carrers de Damasc, van arribar a la mesquita; les cases de fusta, palaus, mesquites, banys, tot era destruït. A la Gran Mesquita Les flames van afectar el terrat i van fondre el plom i els sostres i les parets es van esfondrar." Una de les meravelles del món havia estat profanat per un exèrcit de musulmans sota el comandament d'un home que buscava el reconeixement activament com a Guerrer de l'Islam. "Va ser una obra absolutament desagradable i abominable", explicava Khaldun, "però els canvis en els assumptes estan en mans d'Al·là; ho fa amb les seves criatures com ell vol, i decideix al seu regne com vulgui". "Tota la ciutat s'havia cremat, els terrats de la mesquita omeia havien caigut a causa del foc, les portes havien desaparegut i el marbre es va esquerdar; no es va deixar res de peu, sinó les parets", va enregistrar tristament Ibn Taghri Birdi. "De la resta de mesquites de la ciutat, dels seus palaus, de les caravanes i dels banys, no quedava res més que malgastades ruïnes i rastres buits; només quedava un gran nombre de nens petits que van morir, o estaven destinats a morir, de fam.

## Timur abandona Síria (1401)
La victòria de Timur impedia una aliança entre els mamelucs i els otomans. De fet el govern del Caire tremolava davant la possibilitat de compartir un destí igualment apocalíptic. Mentre els prínceps Miran Shah i Xah Rukh van devastar Antioquia i la regió circumdant, i en aquest temps el conquistador va quedar afectat per erupcions i mal d'esquena. Les malalties i les infeccions començaven a atacar-lo ara que envellia. Quan la gent del Caire ja es disposava a evacuar la ciutat es va saber que Timur marxava cap al nord.
Va esclatar l'alegria. Fàraj li va assegurar a Timur que Atilmish li seria restituït. Timur però tenia ara altres preocupacions. Recuperat de les erupcions i mal d'esquena, el 29 de març de 1401 va convocar al seu net favorit i hereu Muhammed Sultan de Samarcanda, nomenant-lo governant dels dominis Hulàgides (il-kànides), governats anteriorment pel seu deshonrat oncle Miran Shah. Era el signe més clar que no tenia cap intenció de tornar a casa, siguin quins fossin els seus mals; també va ordenar a Muhammad Sultan que deixés el seu govern als amirs Birdi Beg, Sar Bugha i Kodadad Husayni i portés tropes noves i a mes donés instruccions perquè la reina Tuman Agha i els petits prínceps es reunissin amb ell. No es tractava d'aturar-se ara. La campanya continuaria. Les tropes havien estat convocades per una campanya de set anys.
Timur es va dirigir aleshores cap al nord, cap al Caucas, on pretenia hivernar entre les pastures de la Regió del Karabakh. De Guta, on acampava, va sortir cap a Karun Beg, i tres dies després va arribar a Homs. Va enviar un destacament manat pels prínceps Abu Bakr i Rustem i els amirs Xaikh Nur al-Din i Sulayman Xah cap a Tadmir (Palmira) i expulsar els dhu l-kadirs que s'havien establert a la zona; al príncep Sultan Husayn Mirza  i alguns amirs els va enviar a Antioquia amb cinc mil homes; i al príncep Khalil Sultan i alguns amirs contra els turcmans de Kubek que havien acampat a la vora de l'Eufrates.
A Tadmir els turcmans de Dhu l-Kadr foren foragitats cap al desert i es van capturar 200.000 cabres. A Antioquia, la ciutat fou ocupada amb dificultat pels pantans i maresmes que la protegien, i l'entorn fou devastat altra vegada i les tropes es van dirigir cap a Alep i es van reunir pel camí amb les de Khalil Sultan, que marxaven contra els turcmans; junts es van reunir amb les tropes que havien estat a Tadmir que s'havien dirigit cap a l'Eufrates i tots van atacar als turcmans de l'amir Kubek les forces del qual van intentar resistir, però la mort de Husayn, fill de Kubek va impulsar als seus germans i altres caps a retirar-se cap al desert i molts van ser morts; es van capturar unes 800.000 cabres. Timur va arribar aleshores a Hama on algunes construccions fetes en la seva primera estada havien estat destruïdes; va donar ordre de saquejar la ciutat i una vegada no quedava res de valor es van cremar les cases; els habitants foren emportats com esclaus. D'allí va passar a Alep, a mes de 300 km; els amirs timúrides Said Izz al-Din, Hezaregheri, Jahan Xah, Musa Tui Bugha, que tenien el control del castell, van destruir les fortificacions i les muralles i van cremar les cases de ciutat i fortalesa i es van reunir a l'exèrcit imperial. Quatre dies després van arribar a l'Eufrates i allí es van reunir amb els contingents que havien sortir de campanya. S'havien capturat tantes cabres que el seu preu va baixar a nomes un dinar. Com que el príncep Sultan Husayn havia tingut un comportament destacat en els combats, el seu avi va decidir donar-li el perdó complert i li va permetre baixar-li els peus.